# タイ＝ラオス友好橋
タイ＝ラオス友好橋（タイ＝ラオスゆうこうきょう、タイ語：สะพานมิตรภาพ ไทย-ลาว แห่งที่ 1、ラーオ語：ຂົວມິດຕະພາບ ລາວ-ໄທ ແຫ່ງທຳອິດ）とは、タイとラオスとを結ぶ、メコン川を国境線として架けられた橋のことである。

## 概要
約3,000万USドルの費用でオーストラリアの企業によって建設され、1994年4月8日に開通した。また、メコン川に架けられた2本目の橋としても知られる。橋の全長は1,170 m、幅3.5 mの車道と1.5 mの歩道が上下線各1本ずつ通っている。橋の上は左側通行となっていて、タイ国内は「左側通行」、ラオス国内は「右側通行」となっているため、ラオス側で上下車線が交差している。ラオスを訪問する外国人旅行客にとっては、バンコク～ヴィエンチャン間の国際航空路と並び、ラオス入国への重要な国際路線としてお馴染みの橋でもある。橋の両端にそれぞれの国の出入国管理所があり、出国を済ませた後、バスにて対岸までわたり入国を行う。歩道で徒歩により橋の中央部まで行くことができるが、通り抜けること（越境）はできない。また、橋の欄干には両国の国旗などがあり、タイ側にはタイの国旗とタイ王室の王室旗、ラオス側にはラオスの国旗とラオス人民革命党の党旗が、それぞれ掲げられている。

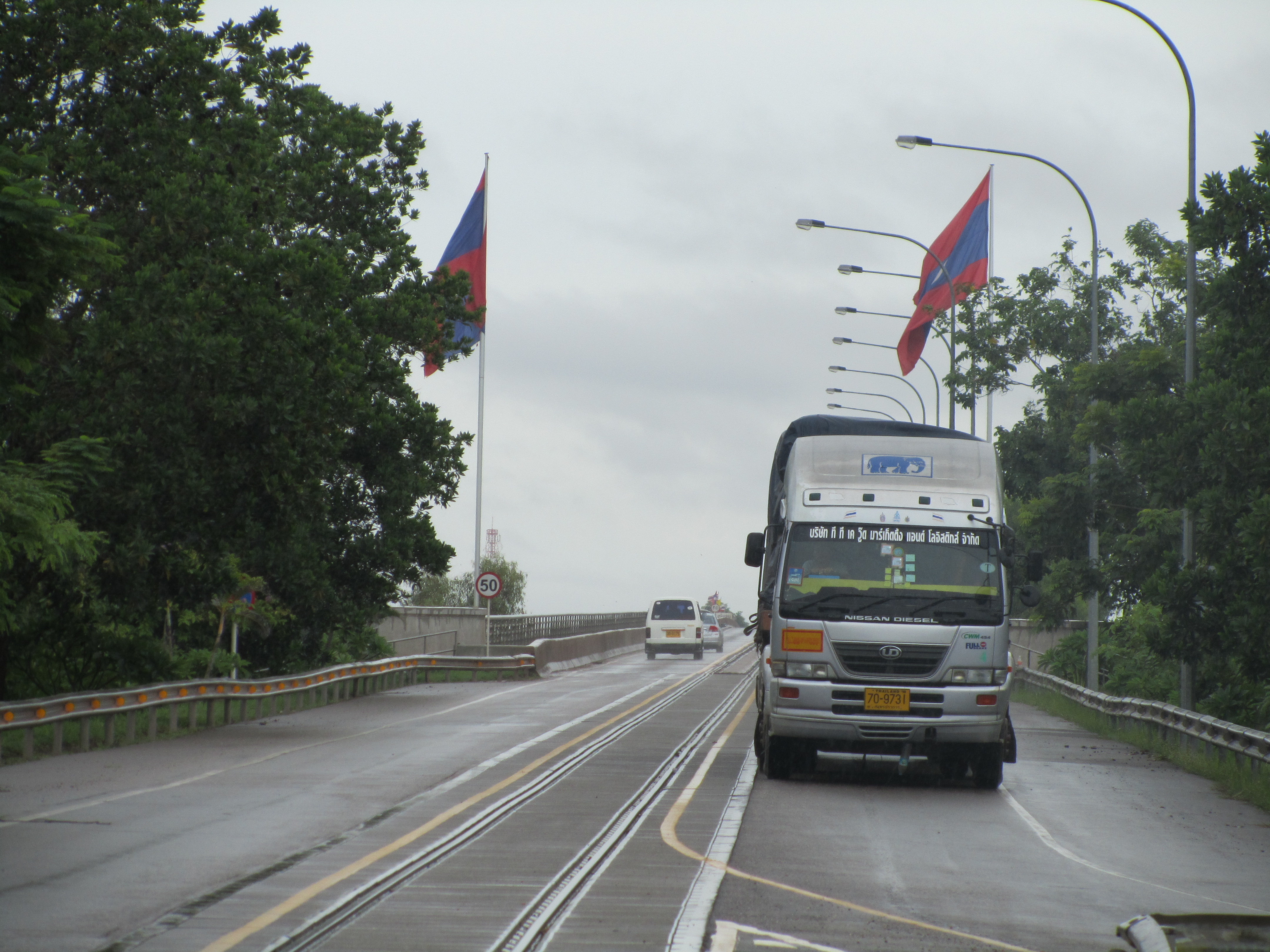
中央に線路が通る。
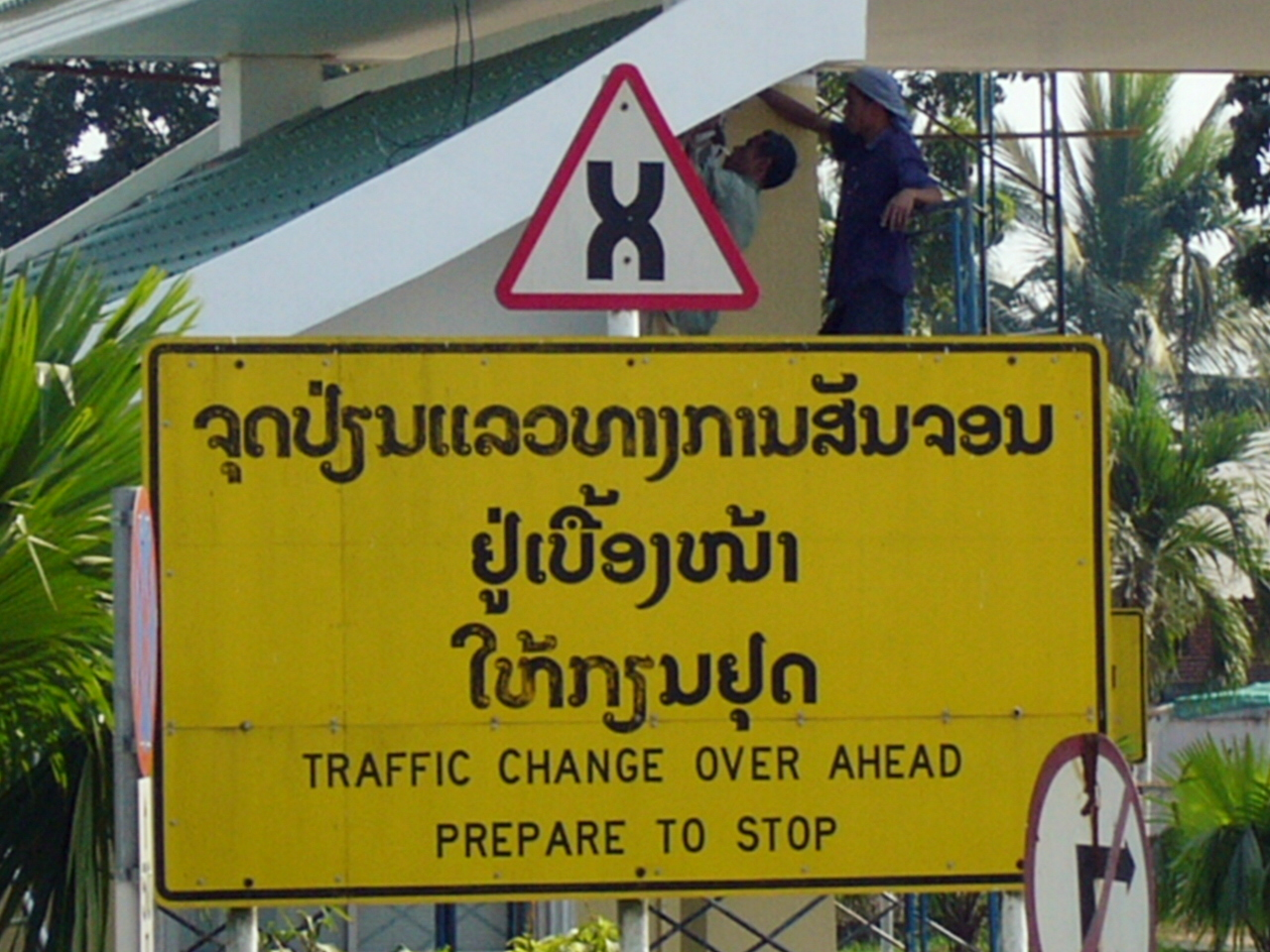
途中で車道の上下線が交差することを注意する看板。ラオス・ヴィエンチャンにて。
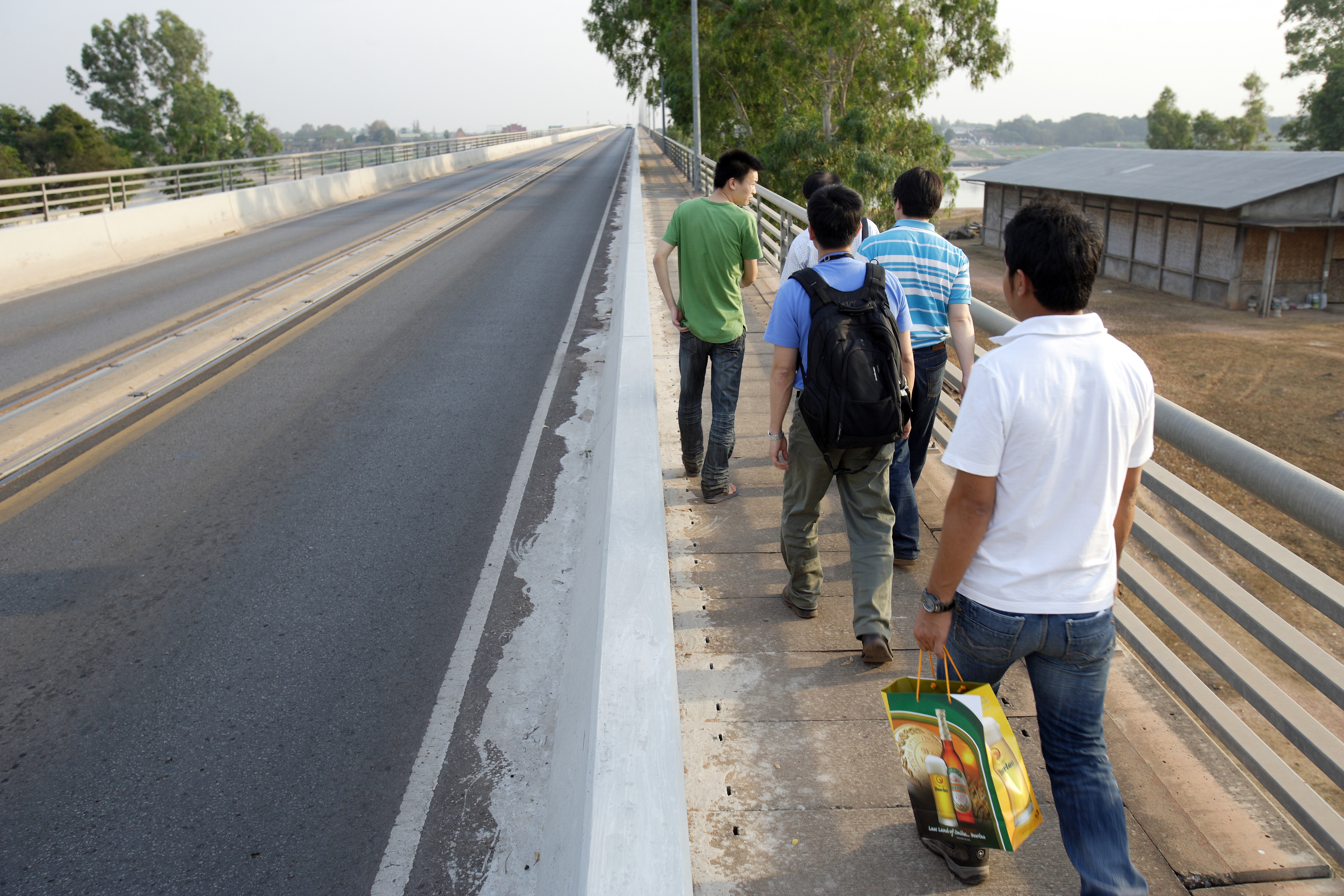
徒歩で越境はできないが、橋の中央までは行くことができる。

## 鉄道
元々当橋は鉄道道路併用橋として建設されていたが、開通後15年を経て2009年3月5日より鉄道の乗り入れが開始され、タイのノーンカーイ駅からラオスのターナレーン駅まで6.15kmが開業し、タイ国有鉄道によって1日2往復の定期旅客列車の運行が始まった。現在のところラオスは鉄道車両を所有していないため、乗り入れ車両は全てタイ国有鉄道のものである。1日2往復という運行本数の少なさ、ラオス側のターナレーン駅からの他の交通便（バス等）が少ないことから、利用者は道路利用者に比べ圧倒的に少ない。なお、列車が橋の上を通行している際は道路が封鎖され、自動車は一時的に通行止めとなる。2024年7月、ヴィエンチャン駅の運用開始に伴い、バンコク・ヴィエンチャン間、ウドンターニー・ヴィエンチャン間の2往復の旅客列車が運行されている。
現在の橋に並行して、鉄道専用橋を建設することが検討されている。ラオス・タイ鉄道で使われているメーターゲージのほか、ラオス中国鉄道、タイ高速鉄道計画で使われる標準軌にも対応させる。

## タナレーン・ドライポート
ラオス側には、ターナレーン駅北方にタナレーン・ドライポート(Thanaleng Dry Port)が開設された。貨物自動車専用の国境検問所が設置され、出入国管理が行われている。